# Третата вълна
 Тази статия е за образователния експеримент.  За книгата на Алвин Тофлър вижте Третата вълна (книга).  
Третата вълна е петдневен експеримент, предназначен да демонстрира елементи от живота в нацистка Германия, като част от обучението по история в гимназията Cubberley в Пало Алто, Калифорния. Проведен е от учителя Рон Джоунс (Ron Jones) с ученици от 10 клас през април 1967. Чрез този експеримент Рон Джоунс се опитва да отговори на въпроса защо след края на Втората световна война, немските граждани твърдят, че не са знаели за концентрационните лагери и масовите убийства.
Всеки ден учителят представя по един характерен елемент. След въвеждаща и вдъхновяваща лекция за ползата от него, класът го упражнява в строго контролирани групови практически занимания. Учителят влиза в ролята на авторитарен лидер, а учениците на сплотена изпълнителна общност. Джоунс насърчава точното изпълнение на заповедите.
Екпериментът, започнал с 30 участници, бързо набира популярност в цялото училище и завършва с 200 участници. Джоунс издава „присъди“ и „изпраща в изгнание“. Много от учениците започват да доносничат. Създава се атмосфера на страх. Заражда се и съпротивително движение, но не е особено ефективно. Някои родители са загрижени, но се успокояват, когато учителят потвърждава, че се провежда учебен експеримент.
Според Джоунс, фашизъм би могъл да се зароди и развие във всяка част на света. Той твърди, че училищата подготвят почвата като отдават все по-голямо значение на оценяването чрез стандартизирани тестове, насърчаването на послушание, непризнаването на алтернативни образователни методи и източници на информация, както и индивидуалните постижения, особено излизащите извън рамките на училищните изисквания.
Експериментът не е добре документиран. Основната информация се съдържа в есето на учителя Рон Джоунс от 1972.

## Хронология на експеримента според Рон Джоунс

### Ден 1 (Понеделник): Дисциплина
След интензивни упражнения за поддържане на правилна стойка на тялото, бързина на движенията и отговорите, концентрация и енергичност, унифицираният начин на реагиране на заповеди и въпроси на учителя става по-важен от съдържанието.
Резултат: вниманието на учениците е по-фокусирано от обичайно, повече ученици вземат участие в часа.

### Ден 2 (Вторник): Общност
Двама ученици трябва да повтарят свързани с темата лозунги, след което, постепенно се включва целият клас. Разучават поздрав с ръка, който да се изпълнява когато учениците се срещат и извън класната стая.
Резултат: учениците се забавляват и се чувстват съпричастни към заниманието и групата.

### Ден 3 (Сряда): Действие
Учителят издава членски карти на всички, които искат да продължат участието си в експеримента. Всички ученици остават. Към тях са се присъединили още тринайсет.
Учениците получават различни индивидуални задачи: да докладват за членове на общността, които нарушават правилата; да направят проект за знаме на движението; да не позволяват на ученици, които не са членове на общността да влизат в класната стая; да научат до следващия ден имената и адресите на всички членове; да убедят в полезността на правилната стойка и да обучат двайсет ученици от съседната прогимназия; да прочетат брошура и да докладват за съдържанието ѝ пред класа. Всички получават задача да дадат името на доверен приятел, който би искал да се включи в Третата вълна.
До края на учебния ден в организацията се включват 200 ученици.
Резултат: Посредствени непопулярни ученици, които до този момент са били пасивни, са мотивирани и се включват активно. Някои от най-интелигентните, уверени и популярни ученици участват вяло и не се чувстват стимулирани.

### Ден 4 (Четвъртък): Гордост
В часа по история присъстват осемдесет души.
Учителят съобщава, че заниманията не са експеримент, а част от национална програма, в която са се включили хиляди ученици, които искат да работят активно за политически промени. Присъстващите са специално подбрана група, която да представлява региона. В нейни ръце е бъдещето на страната. Членовете на организацията са поканени на събрание, което ще се проведе на следващия ден. Предстои официалното учредяване на националната младежка програма.
Резултат: Учениците са ентусиазирани.

### Ден 5 (Петък): Събранието
Учителят съобщава, че не се учредява национална организация и обявява приключването на експеримента. След излъчването на филм за Третия Райх, той заявява, че поведението на участниците в екперимента е било подобно на това на жителите на нацистка Германия и споделя изводите си, че всички хора, попаднали в подобна среда, биха могли да се държат по подобен начин, тъй като вярват, че човешката природа е изначално зла и хората не биха могли да поддържат социален ред без силен лидер.

## Художествени произведения, вдъхновени от експеримента
Експериментът е в основата на сюжета на книгата „Вълната“ (The Wave) на Мортън Рю, филмирана през 1981 и през 2008, както и на няколко мюзикъла и пиеси, поставени през 1993, 2000, 2001 и 2006.

## Противоречия
Съществуват твърдения, че историята е фалшифицирана. В сайт, регистриран на името на Лайл Бъркхед, са публикувани аргументи, които представят твърденията на Рон Джоунс като несъстоятелни и страница с писма на хора, които твърдят, че са свидетели на събитията – ученици и училищен персонал.